# Schiedam
Schiedam est une commune et une ville néerlandaise, en province de Hollande-Méridionale. Elle a donné son nom à une eau-de-vie fabriquée à base de genièvre.

## Histoire
Schiedam a été fondée à Rotterdam aux environs de l'année 1230. La rivière Schie a été sécurisée par un barrage "dam" élevé par le seigneur de Wassenaer et le seigneur Dirk Bokel de l'Amt de Mathenesse, dans le but de protéger les terres des polders contre l'eau saumâtre de la mer du Nord. En 1246, Dame Adélaïde de Hollande est mariée à Jean Ier d'Avesnes, comte de Hainaut. Elle reçoit comme dot de sa part, la portion est du barrage avec le polder attenant. Cet endroit était attractif pour de nombreuses activités commerciales car les biens en direction ou en provenance de l'hinterland (Delft, et plus loin Leyde et Haarlem) avaient besoin d'être transbordés. Une petite ville se développa rapidement autour du dam et de ses activités. Durant l'année 1275, Schiedam reçut ses privilèges urbains de Dame Adélaïde, ceci étant possible car elle était la sœur de Guillaume II, le comte régnant de Hollande qui devint roi des Romains. Elle ordonna la construction d'un château près de la Schie, qui est encore connu de nos jours comme "Château de Mathenesse (nl)" (en néerl. "Huis te Riviere" ou "Slot Mathenesse"). Les restes d'un donjon, qui faisait partie du château, sont toujours visibles aujourd'hui dans le centre de la ville, près des bâtiments de la mairie.
Avec son établissement récent, Schiedam rencontra la rivalité des autres villes et cités qui l'entouraient: en 1340, Rotterdam et Delft furent aussi autorisées à établir une connexion entre la Schie et la Meuse. À partir du XVe siècle la cité fut renommée comme lieu de pèlerinage pour sainte Lydwine, qui vécut son existence à Schiedam, parmi les saints néerlandais les plus connus. La ville eut un certain succès dans la pèche du hareng. En 1428 un important incendie frappa Schiedam, détruisant la majeure partie des bâtiments de la ville alors construits en bois.
Le XVIIIe siècle fut l'âge d'or de Schiedam, lorsque l'industrie du spiritueux se développa avec succès. La stagnation des importations de boissons de France (en raison des conflits et du Petit Âge glaciaire) rend possible l'émergence de la distillerie de genièvre à Schiedam. D'une douzaine d'ateliers de torréfaction et de distilleries le genièvre de Schiedam était fabriqué et exporté à travers le monde. Cette industrie donna à la ville son surnom de 'Nazareth Noire'. Mais cette activité industrielle a maintenant largement disparu. Cinq moulins à vent dans la ville, De Noord, Walvisch, Drie Koornbloemen, Nieuwe Palmboom et Vrijheid − sont les plus hauts moulins à vent traditionnels dans le monde en raison de la nécessité de s'élever au-dessus des bâtiments de stockage déjà hauts - et quelques hangars sont les reliques de ce passé. Dans une de ces usines située au Lange Haven, le Musée du genièvre (Schiedam) (nl) a été installé.
Le 10 août 1856, le premier accident majeur de train aux Pays-Bas est survenu près de la gare de Schiedam, causant 3 victimes.
À la fin du XIXe siècle et tout au long du XXe siècle, l'industrie de la construction navale a connu un énorme succès dans la ville, avec l'existence d'importantes compagnies telles que la Wilton-Fijenoord et quelques autres. En 1941, les anciennes municipalités Kethel et Spaland ont fusionné avec celle de Schiedam ce qui permit de grandes extensions de la ville avec des zones résidentielles vers le nord. À la fin du XXe siècle la construction navale disparut et aujourd'hui Schiedam est principalement une ville-dortoir faisant partie de la zone métropolitaine de Rotterdam.

## Personnalités
- Lydwine de Schiedam (1380-1433), mystique et sainte catholique.
- Jacobus Nolet (1740-1806), député de la République Batave.
- Jan van Haasteren (1936-), dessinateur.
- Pieter van Vollenhoven (1939-), avocat, oncle du roi, époux de la Princesse Margriet des Pays-Bas.
- John de Wolf (1962-), ancien footballeur
- Erik Jazet (1971-), double champion olympique de hockey sur gazon.
- Anne-Marie Jung (1976-), actrice, doubleuse et chanteuse
- Pepijn Gunneweg (1976-), acteur, doubleur et présentateur néerlandais.
- Jos van Emden (1985-), est un coureur cycliste néerlandais, membre de l'équipe Rabobank depuis septembre 2008 devenue par la suite Belkin puis Lotto NL-Jumbo.
- Joey van der Velden (1987-), acteur néerlandais.
- Luc Castaignos (1992-), footballeur

## Jumelages
La ville de Schiedam est jumelée avec :
- Neath Port Talbot (Pays de Galles)
- Vienne (France)
- Udine (Italie)
- Esslingen am Neckar (Allemagne) depuis 1964
- Velenje (Slovénie)

## Galerie

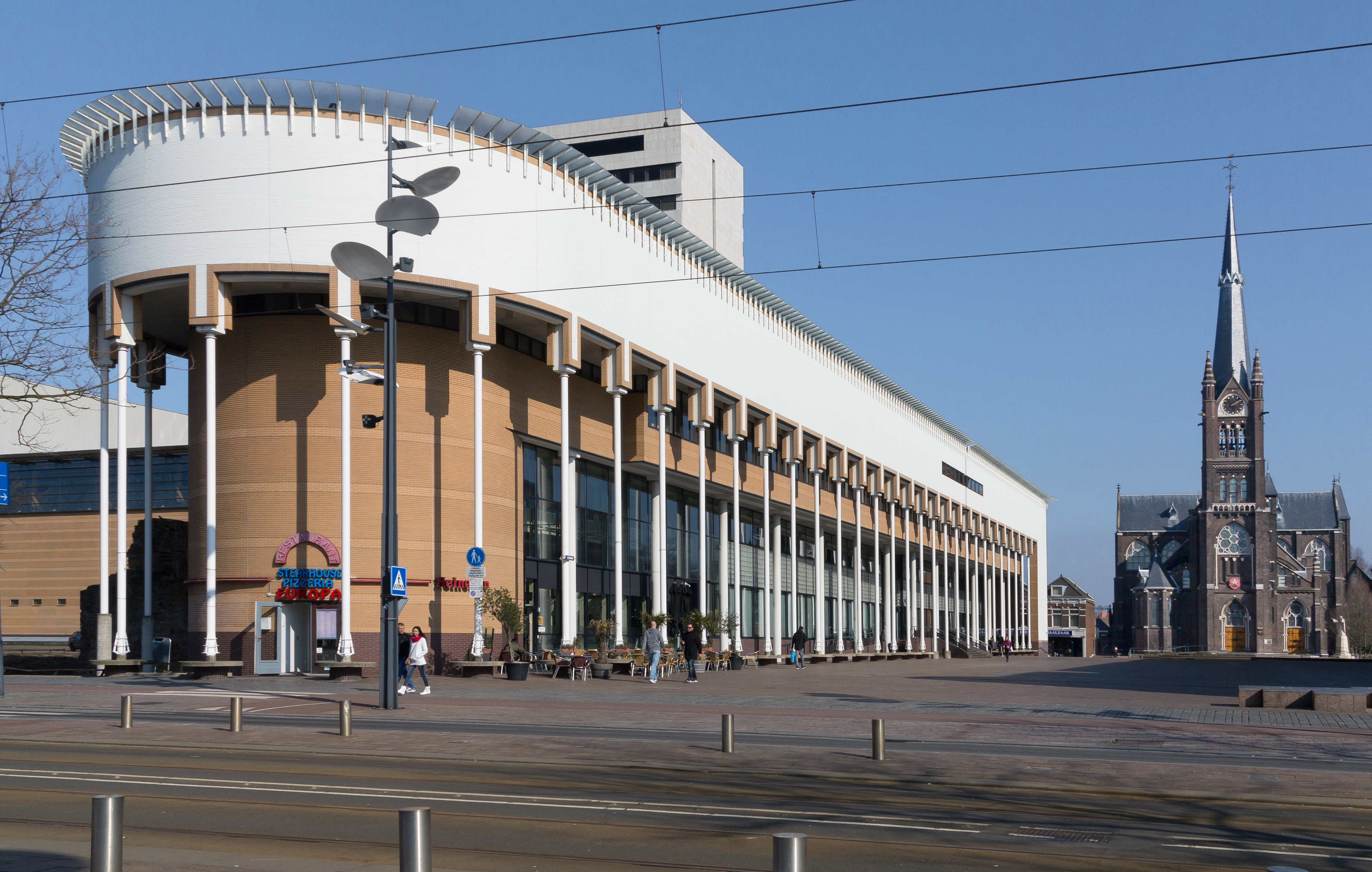
Le nouveau hôtel de ville et la basilique.
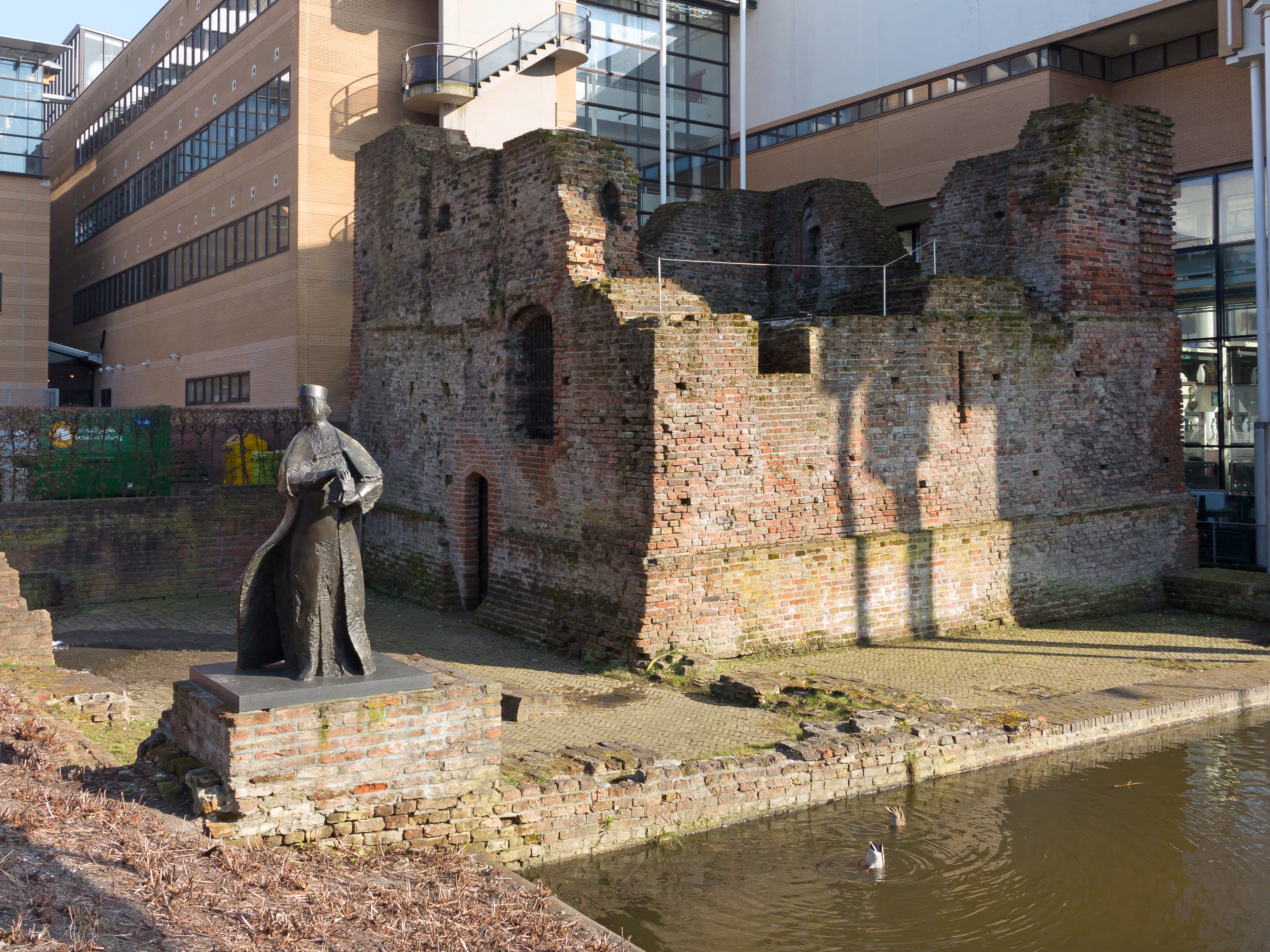
La ruine : Huis te Riviere.
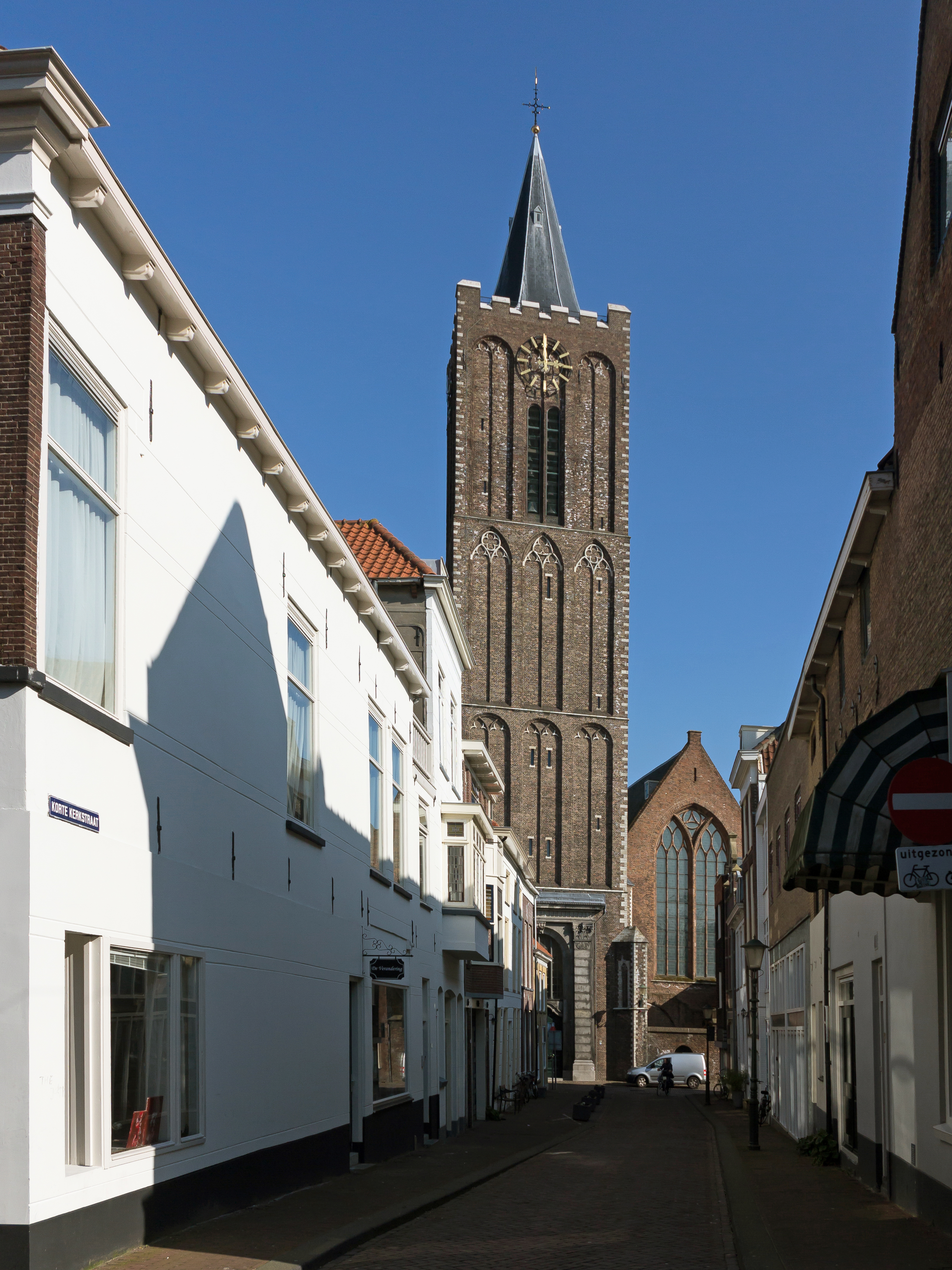
L'église : de Grote of Sint Janskerk (La Grande église ou église Saint-Jean).
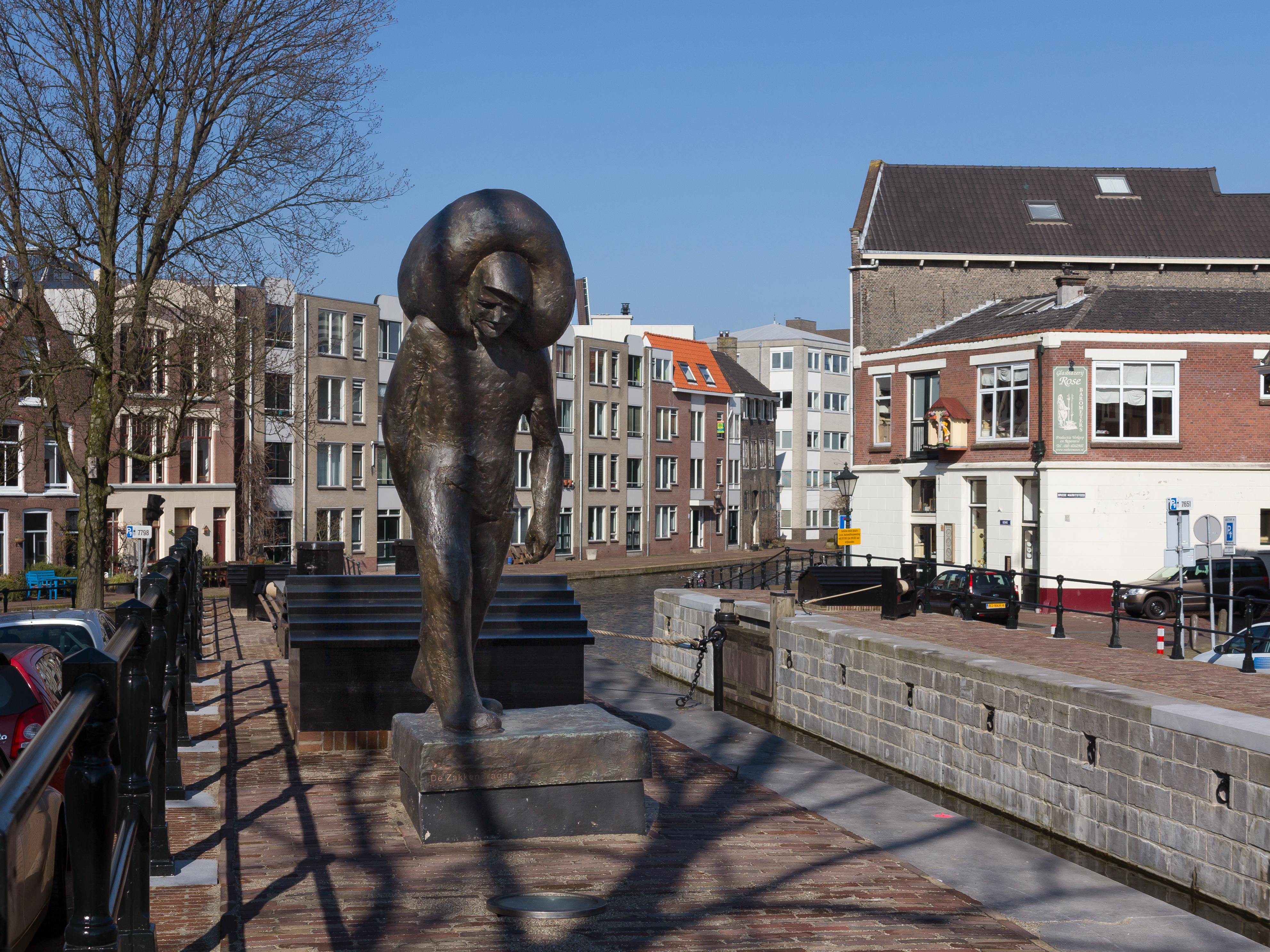
La sculpture : de Zakkendrager.
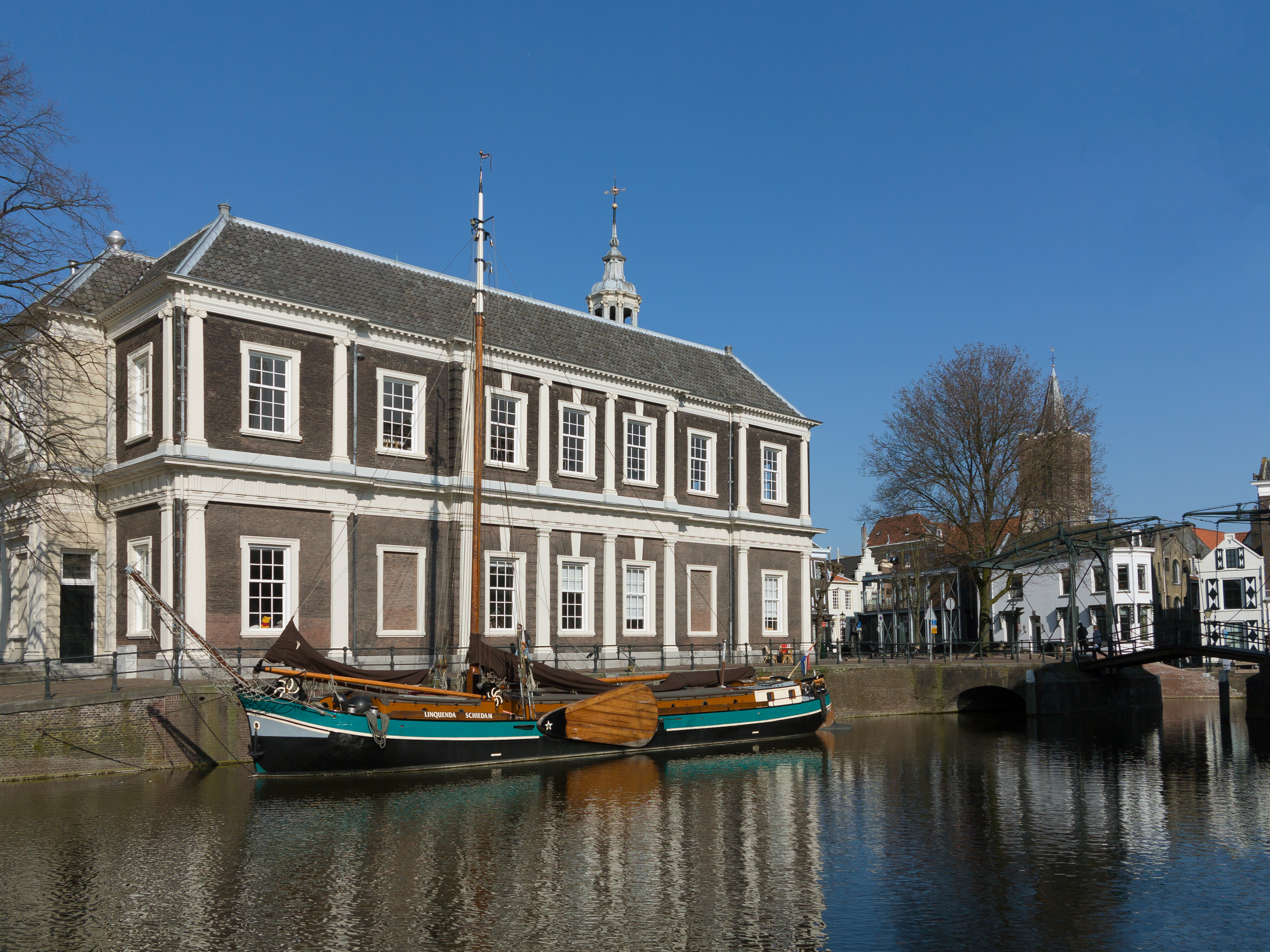
Le navire au port près de la Korenbeurs (Bourse aux grains).
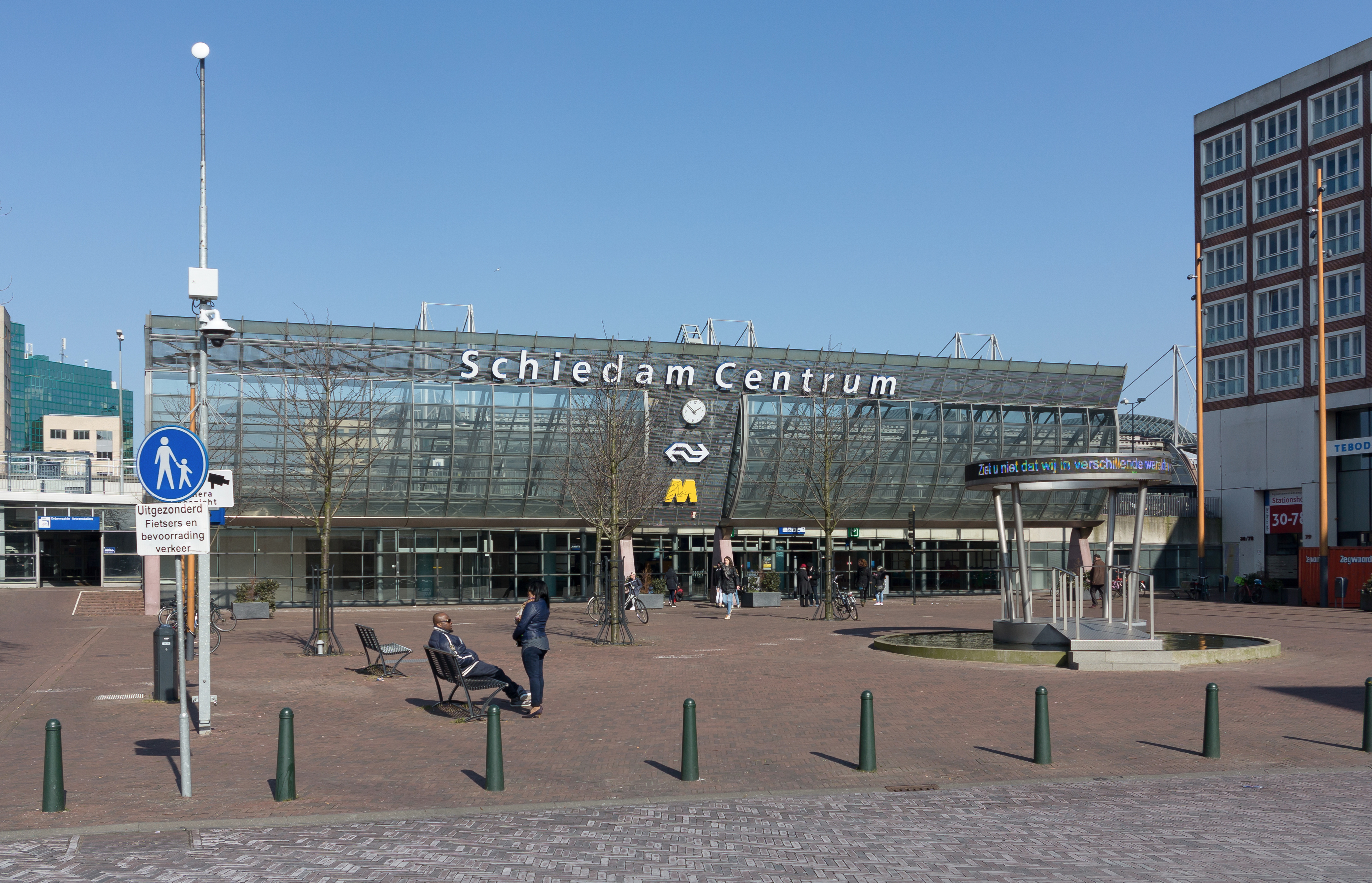
La gare Schiedam Centrum.

## Pour approfondir